# Nagots
Pour les articles homonymes, voir Nago (homonymie).

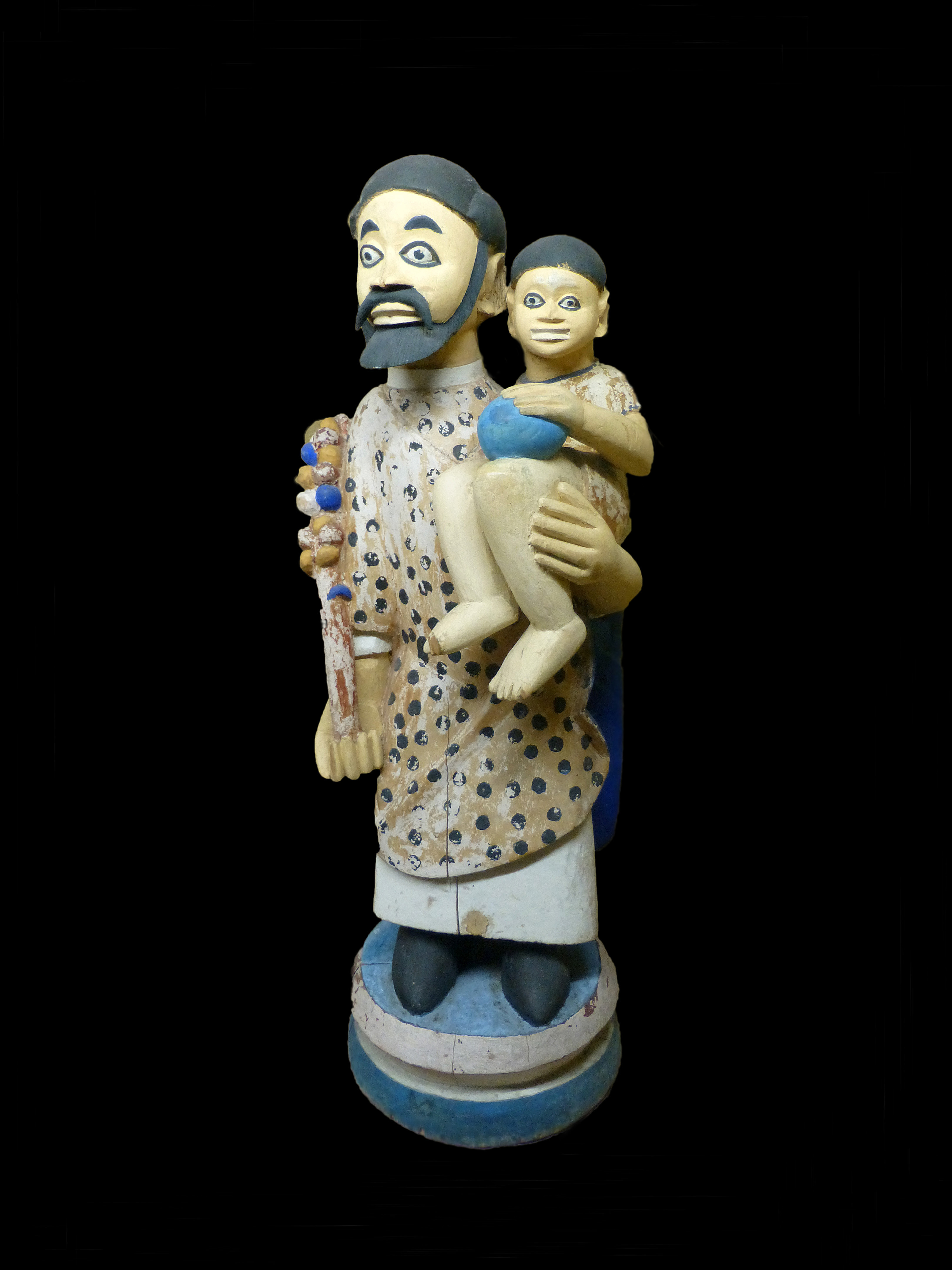
Art yoruba-nago de Kétou : statuette de Saint Joseph et l'Enfant Jésus.

Les Nagots (ou Nagô) sont une population d'Afrique de l'Ouest vivant principalement au Bénin. 
Leur nombre était estimé entre 50 000 et 60 000 dans les années 1980. La plupart vivent à Kétou, Savé, Tchaourou, Doumé,  au nord d'Abomey et à Porto-Novo, la capitale, où ils se sont rapprochés des Gouns. Ils ont généralement un haut niveau d'éducation et occupent une place significative dans la sphère publique.
Il existe une importante diaspora nagô au Brésil, en particulier à Bahia. Elle a été étudiée notamment par les ethnologues français Roger Bastide et Pierre Verger.
Le président de la République du Bénin élu en 2006, Yayi Boni, est d'origine nagot de Tchaourou par son père.